# Marianne Jahn
Pour les articles homonymes, voir Jahn.
Marianne Jahn, née le 14 décembre 1942 à Zürs et morte le 30 juillet 2025 à Balzers, est une skieuse alpine autrichienne, membre du Ski Club de l'Arlberg.

## Palmarès

### Jeux olympiques d'hiver
| Épreuve / Édition    | Descente | Slalom géant | Slalom       |
| JO 1960 Squaw Valley | —        | —            | Disqualifiée |
| JO 1964 Innsbruck    | —        | 13e          | Abandon      |

### Championnats du monde
| Épreuve / Édition      | Descente | Slalom géant | Slalom       | Combiné |
| JO 1960 Squaw Valley   | —        | —            | Disqualifiée | —       |
| Mondiaux 1962 Chamonix | 22e      | Or           | Or           | Argent  |
| JO 1964 Innsbruck      | —        | 13e          | Abandon      | —       |

### Arlberg-Kandahar
- Vainqueur du Kandahar 1960 à Sestrières
  - Vainqueur des slaloms 1960 à Sestrières et 1961 à Mürren